# Émilie Gonssollin
Émilie Gonssollin, née le 22 juin 1988 à Roussillon (Isère), est une footballeuse française ayant évolué au poste de défenseure. Elle est désormais reconvertie entraîneure.

## Biographie

### Carrière en club
Formée à l'AS La Sanne jusqu'en 2003 puis au FC Lyon, qui devient l'Olympique lyonnais en 2004, elle devient double championne de France avec l'OL en 2007 et 2008. Après sept ans à Lyon, elle signe à Yzeure pour retrouver le temps de jeu perdu à cause de la concurrence de Sonia Bompastor. Elle devient d'emblée une pièce maîtresse du club auvergnat. De juin à septembre 2011, la latérale atterrit au Brésil et rejoint le club de Novo Mundo Futebol Clube à Curitiba, dans la capitale du Paraná, grâce à son amie brésilienne et ancienne coéquipière à Lyon, Simone Gomes Jatoba. En décembre 2011, elle revient jouer à Yzeure. À l'été 2013, elle quitte le club sur fond de mésentente avec le président.
En décembre 2013, elle rejoint le Toulouse FC en D2, avec l'objectif de monter en D1. Elle met fin à sa carrière en 2018.

### Carrière en sélection
Émilie Gonssollin est sélectionnée en équipe de France des moins de 19 ans participant à l'Euro 2006 et atteint la finale, perdue 3-0 face à l'Allemagne. L'année suivante, son équipe termine au stade des demi-finales, échouent aux tirs au but toujours face aux Allemandes. Capitaine et arrière gauche des Bleuettes lors du Mondial U20 au Chili en 2008, elle termine avec ses coéquipières quatrième de la compétition en ayant jouée les cinq matchs. Elle n'a connu aucune sélection chez les Bleues.

### Carrière d'entraîneure
Ayant toujours eu la volonté d'entraîner, Émilie Gonssollin commence ce métier en janvier 2017 en tant qu'adjointe des U19 Nationales du TFC. Après avoir passé son Brevet d'Entraîneur de Football, elle entraîne en 2018-2019 l'équipe réserve féminine, avant d'être nommée à la tête de l'équipe première lors des barrages pour le maintien en Division 2. À l'issue de la saison 2020-2021 stoppée à cause de la pandémie de Covid-19, les Toulousaines sont reléguées en Régional 1 et Émilie Gonssollin quitte son poste d'entraîneure.
Par la suite, elle rejoint le club d'Auch Football, où elle est responsable technique.

## Palmarès
- Finaliste du championnat d'Europe des moins de 19 ans en 2008 avec l'équipe de France des moins de 19 ans
- Championne de France en 2007 et 2008 avec l'Olympique lyonnais
- Finaliste du Challenge de France en 2006 et en 2007 avec l'Olympique lyonnais

## Statistiques

### En club
| Saison                | Club                   | Championnat           | Championnat | Championnat | Coupe(s) nationale(s) | Coupe(s) nationale(s) | Compétition(s) continentale(s) | Compétition(s) continentale(s) | Compétition(s) continentale(s) | Total | Total |
| Saison                | Club                   | Division              | M.          | B.          | M.                    | B.                    | Comp.                          | M.                             | B.                             | M.    | B.    |
| 2004-2005             | Olympique lyonnais     | Division 1            | 5           | 0           |                       |                       | -                              | -                              | -                              | 5     | 0     |
| 2005-2006             | Olympique lyonnais     | Division 1            | 16          | 0           | 1                     | 0                     | -                              | -                              | -                              | 17    | 0     |
| 2006-2007             | Olympique lyonnais     | Division 1            | 14          | 0           | 0                     | 0                     | -                              | -                              | -                              | 14    | 0     |
| 2007-2008             | Olympique lyonnais     | Division 1            | 8           | 1           | 2                     | 0                     | C1                             | 1                              | 0                              | 11    | 1     |
| Sous-total            | Sous-total             | Sous-total            | 43          | 1           | 3                     | 0                     | -                              | 1                              | 0                              | 47    | 1     |
| 2008-2009             | FCF Nord-Allier Yzeure | Division 1            | 22          | 3           | 3                     | 0                     | -                              | -                              | -                              | 25    | 3     |
| 2009-2010             | FCF Nord-Allier Yzeure | Division 1            | 18          | 0           | 1                     | 0                     | -                              | -                              | -                              | 19    | 0     |
| 2010-2011             | FF Yzeure              | Division 1            | 21          | 1           | 3                     | 3                     | -                              | -                              | -                              | 24    | 4     |
| 2011-2012             | FF Yzeure              | Division 1            | 8           | 0           | 0                     | 0                     | -                              | -                              | -                              | 8     | 0     |
| 2012-2013             | FF Yzeure              | Division 1            | 19          | 2           | 4                     | 0                     | -                              | -                              | -                              | 23    | 2     |
| Sous-total            | Sous-total             | Sous-total            | 88          | 6           | 11                    | 3                     | -                              | -                              | -                              | 99    | 9     |
| 2013-2014             | Toulouse FC            | Division 2            | 8           | 0           |                       |                       | -                              | -                              | -                              | 8     | 0     |
| 2014-2015             | Toulouse FC            | Division 2            | 14          | 3           | 1                     | 0                     | -                              | -                              | -                              | 15    | 3     |
| 2015-2016             | Toulouse FC            | Division 2            | 15          | 2           |                       |                       | -                              | -                              | -                              | 15    | 2     |
| 2016-2017             | Toulouse FC            | Division 2            | 18          | 5           | 1                     | 0                     | -                              | -                              | -                              | 19    | 5     |
| 2017-2018             | Toulouse FC            | Division 2            | 14          | 6           | 4                     | 1                     | -                              | -                              | -                              | 18    | 7     |
| Sous-total            | Sous-total             | Sous-total            | 67          | 16          | 6                     | 1                     | -                              | -                              | -                              | 73    | 17    |
| Total sur la carrière | Total sur la carrière  | Total sur la carrière | 198         | 23          | 20                    | 4                     | -                              | 1                              | 0                              | 219   | 27    |